# 마이클 카멘
마이클 케이먼(영어: Michael Arnold Kamen, 영어 발음: /ˈkeɪmən/, 1948년 4월 15일 ~ 2003년 11월 18일)은 미국의 작곡가, 오케스트라 지휘자, 송라이터, 세션 음악가였다.